# Bartomeu Fons i Jofre de Villegas
Bartomeu Fons i Jofre de Villegas (Palma, 1888 - 1962) fou un polític i advocat mallorquí, batle de Palma i diputat a les Corts Espanyoles durant la Segona República.

## Biografia
Dirigí l'empresa mallorquina la Salinera Espanyola i presidí Frío Industrial. A les eleccions municipals de 1918 fou escollit regidor de l'Ajuntament de Palma i s'encarregà de la desinfecció de la ciutat arran de l'epidèmia de grip espanyola. D'abril a maig de 1920 i de setembre de 1921 a abril de 1922 fou Batle de Palma i en 1923 i 1924 diputat provincial (1923, 1924), tots aquests càrrecs pel Partit Conservador, del sector d'Antoni Maura.
A la mort de Maura acceptà la disciplina de Francesc Cambó, i el 1931 fundà el Partit Regionalista de Mallorca, amb el que fou elegit diputat a les eleccions generals espanyoles de 1933 i 1936.
Bartomeu Fons és avantpassat de l'expresident balear Gabriel Cañellas Fons.